# Erich Berneker
Erich Karl Berneker (* 3. Februar 1874 in Königsberg; † 15. März 1937 in München) war ein deutscher Philologe und Hochschullehrer.

## Leben
Berneker studierte ab 1893 Slawistik und Baltische Sprachen an der Albert-Ludwigs-Universität Freiburg und der Universität Leipzig. Mit einer Doktorarbeit  bei August Leskien promovierte er 1895 zum Dr. phil. Von 1896 bis 1899 war er Lehrer für Russische Sprache am Seminar für Orientalische Sprachen der Friedrich-Wilhelms-Universität Berlin. Dort habilitierte er sich 1899.
Die Karl-Ferdinands-Universität berief ihn 1902 als a.o. Professor. 1909 folgte er dem Ruf der Schlesischen Friedrich-Wilhelms-Universität Breslau als o. Professor. 1911 wechselte er in gleicher Stellung an das neu gegründete Institut für Slavische Philologie der Ludwig-Maximilians-Universität München. Er starb mit 63 Jahren im Amt.
1913 wurde er ordentliches Mitglied der Bayerischen Akademie der Wissenschaften. 1919 wurde er zum korrespondierenden Mitglied der Göttinger Akademie der Wissenschaften gewählt. Von 1923 bis 1929 war er Herausgeber des Archivs für slavische Philologie. 1929 wurde er als auswärtiges korrespondierendes Mitglied in die Russische Akademie der Wissenschaften aufgenommen.

## Werke (Auswahl)
- Die preussische Sprache. Texte, Grammatik, etymologisches Wörterbuch. Trübner, Straßburg 1896. (Digitalisat)
- Russische Grammatik. Göschen, Leipzig 1897. (Digitalisat)
- Graf Leo Tolstoj . Voigtländer, Leipzig 1901. (Digitalisat)
- Slavisches etymologisches Wörterbuch. 1. A – L. Winter, Heidelberg 1924.